# Măstăcani (gmina)
Măstăcani – gmina w Rumunii, w okręgu Gałacz. Obejmuje miejscowości Chiraftei i Măstăcani. W 2011 roku liczyła 4606 mieszkańców. 